# 曲直瀬玄由
曲直瀬 玄由（まなせ げんゆう、? - 寛永21年4月3日（1644年5月9日））は、安土桃山時代・江戸時代の医師。曲直瀬道三の高弟。寿徳院（庵）と号する。

## 略歴
妻は同門の曲直瀬正純（亨徳院）の寡婦で、道三の孫娘（玄朔の妻の末妹）。著作に『難経捷径』などがある。
連歌を好み、京の文人とも多く親交があった。元和5年（1619年）には幕府の命で、島津義弘の診療のため鹿児島へ下向している。
後水尾上皇の信頼が厚く、寛永17年（1640年）の鳳林承章の病では上皇の指名で丸薬を処方し快癒させた。寛永21年（1644年）に死去し、江戸小石川龍雲院に葬られた。
名古屋玄医は玄由の孫弟子に当たる。

## 参考論文
- 西村義明「寿徳院玄由の閲歴について」（『日本医史学雑誌』第四十六巻第2号、2000年）